# 蛇鵰屬
蛇鵰屬（学名：Spilornis）是鷹科（Accipitridae）之下的一個屬。包含了冠蛇鵰〔又名羽冠蛇鵰、鳳頭蛇鵰、鳳冠蛇鵰〕在內的6個物種。學名意義為「斑點（=spil）鳥（=ornis）」。

## 下属物种
本属包括以下物种：
- 蛇鵰 Spilornis cheela (Latham, 1790)
- 安達曼群島蛇鵰 Spilornis elgini (Blyth, 1863)
- 菲律賓蛇鵰 Spilornis holospilus (Vigors, 1831)
- 山蛇鵰 Spilornis kinabaluensis W.L.Sclater, 1919
- 大尼科巴蛇鵰 Spilornis klossi Richmond, 1902
- 蘇拉威西島蛇鵰 Spilornis rufipectus Gould, 1858